# Maurice Sznycer
Maurice Sznycer est un historien, philologue, archéologue, épigraphe et sémitisant français né en Pologne le 29 janvier 1921 et mort à Paris le 29 juillet 2010.
Ses travaux ont porté tant sur le monde proche-oriental que sur la civilisation carthaginoise.
Après son élection à l’École pratique des hautes études comme directeur d'études, il a publié dans les années 1970 plusieurs ouvrages et articles de référence, qui font toujours autorité et sont consacrés aux Phéniciens à Chypre, à l'expansion phénico-punique dans la Méditerranée occidentale ou aux toponymes phéniciens en Méditerranée occidentale.